# Lepidopilum dusenii
Lepidopilum dusenii là một loài rêu trong họ Daltoniaceae. Loài này được Müll. Hal. ex Broth. mô tả khoa học đầu tiên năm 1894.